# Отто Колер
Отто Колер (нім. Otto Kohler) — швейцарський футболіст, що грав на позиції півзахисника. Виступав за клуб «Берн».

## Клубна кар'єра
Виступав у складі клубу «Берн» у вищому дивізіоні чемпіонату Швейцарії. Найвищий результат, якого досягла команда в ті роки — четверте місце в лізі в 1934 і 1936 роках. Також з командою грав у півфіналі Кубка Швейцарії в 1935 і 1936 роках.
Влітку 1936 року брав участь в Кубку Мітропи. Швейцарські клуби вперше отримали запрошення виступити в турнірі, розпочинали свій шлях в кваліфікаційному раунді і всі четверо представників не змогли пройти далі. «Берн» зустрічався з італійським клубом «Торіно» і без шансів двічі програв 1:4 і 1:7. 
В 1938 році «Берн» вилетів в другий дивізіон. Повернулась команда до еліти в 1945 році і виступала два сезони. В кожному з цих сезонів Колер зіграв по 26 матчів. Грав за команду мінімум до 1948 року.

## Статистика виступів

### Статистика виступів в чемпіонаті
Виступи у вищому дивізіоні чемпіонату Швейцарії починаючи з сезону 1933/34.
| Сезон                       | Матчі | Голи | Клуб   |
| --------------------------- | ----- | ---- | ------ |
| Чемпіонат Швейцарії 1933/34 | 22    | 0    | «Берн» |
| Чемпіонат Швейцарії 1934/35 | 16    | 1    | «Берн» |
| Чемпіонат Швейцарії 1935/36 | 23    | 0    | «Берн» |
| Чемпіонат Швейцарії 1936/37 | 3     | 0    | «Берн» |
| Чемпіонат Швейцарії 1937/38 | 4     | 0    | «Берн» |
| Чемпіонат Швейцарії 1945/46 | 26    | 0    | «Берн» |
| Чемпіонат Швейцарії 1946/47 | 26    | 0    | «Берн» |
| РАЗОМ                       | 120   | 1    |        |

### Статистика виступів у Кубку Мітропи
| №                      | Розіграш               | Стадія                 | Дата та місце проведення | Команда 1              | Рахунок | Команда 2 | Голи |
| ---------------------- | ---------------------- | ---------------------- | ------------------------ | ---------------------- | ------- | --------- | ---- |
| 1                      | 1936                   | кв. раунд              | 07.06.1936 Берн          | Берн                   | 1:4     | Торіно    |      |
| 2                      | 1936                   | кв. раунд              | 14.06.1936 Турин         | Торіно                 | 7:1     | Берн      |      |
| Всього в Кубку Мітропи | Всього в Кубку Мітропи | Всього в Кубку Мітропи | Всього в Кубку Мітропи   | Всього в Кубку Мітропи | 2       |           | 0    |